# Chimie organică

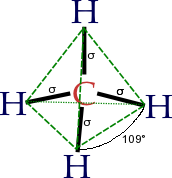
Metanul, CH_{4}, este cel mai simplu compus organic; aparține clasei hidrocarburilor și este un alcan cu geometrie tetraedrică.

Chimia organică este ramura chimiei care se ocupă cu studiul structurii, proprietăților, reacțiilor (de sinteză, de descompunere, etc) a compușilor organici. Studiul structurii determină formulele chimice pe baza compoziției chimice. Studiul proprietăților include cele fizice, chimice și evaluarea reactivității chimice. Studiul reacțiilor include sinteze chimice de produși naturali, medicamente, polimeri.
Printre compușii organici se numără hidrocarburile (compuși formați doar din carbon și hidrogen), dar și o gamă largă de substanțe derivate de la hidrocarburi, care pot conține și oxigen, azot, sulf, fosfor, halogeni sau bor, precum și alte elemente, dar în cantități mult mai mici..
Conexiunea cu chimia anorganică e realizată prin chimia organometalică, ca o știință de trecere între chimia anorganică și organică. De asemenea, se mai studiază și metaloizii ca elemente din constituția compușilor organici.
Diversitatea structurală a compușilor organici asigură o gamă largă de aplicații în diferite domenii de activitate prin fabricarea la nivel industrial a multor produse comerciale (precum cele farmaceutice, petrochimice și derivați ai lor, plastice și explozivi). De asemenea, chimia organică este o știință de legătură, fiind punctul de plecare pentru alte științe: chimia organometalică, biochimia, farmacologia, chimia polimerilor, știința materialelor, etc.

## Istoric

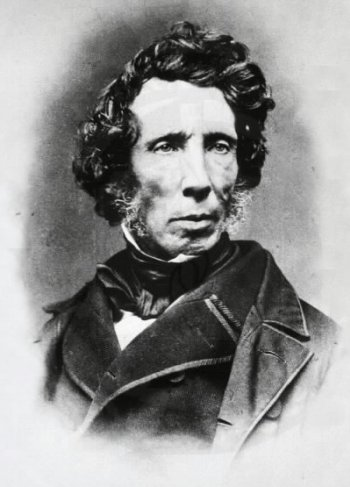
Friedrich Wöhler, părintele chimiei organice

Înainte de secolul al XIX-lea, chimiștii erau de părere că compușii obținuți din organismele vii aveau o așa-zisă „forță vitală”, care îi diferenția de compușii anorganici. Conform teoriilor vitalismului (sau a teoriei forței vitale), compușii chimici se pot forma doar sub influența „forței vitale” în corpul organismelor. În timpul primei jumătăți a secolului al XIX-lea, erau publicate primele studii sistematice ale compușilor organici.
În 1828, Friedrich Wöhler, pionierul chimiei organice, a sintetizat ureea (carbamida), un constituent al urinei, folosind numai materiale anorganice ca punct de plecare (cianat de potasiu și sulfat de amoniu). Aceasta era prima dată când un compus organic era sintetizat în laborator fără să se folosească materiale biologice. Această sinteză a invalidat teoria forței vitale și indirect vitalismul.
În 1856, William Henry Perkin, încercând să obțină chinină, a produs în mod accidental un colorant care a devenit cunoscut ca negru/mov de anilină, primul colorant organic de sinteză. Descoperirea sa a crescut interesul pentru chimia organică.
Practic, era industriei farmaceutice a început odată cu dezvoltarea chimiei organice și a biochimiei. În ultimul deceniu a secolului al XIX-lea, s-au pus bazele acestei industrii prin descoperirea și fabricarea acidului acetilsalicilic (cunoscut ca și aspirină) de către Bayer din Germania. Începând cu 1910, Paul Ehrlich și grupul său de cercetare au dezvoltat arsfenamina (cunoscută ca și Salvarsan), aceasta fiind primul tratament medicinal pentru sifilis, și astfel au inițial practica medicală a chimioterapiei. Studiile sale au adus contribuții uriașe în dezvoltarea antiserului pentru difterie și a altor seruri terapeutice.

Sinteza totală a vitaminei B_{12} a reprezentat un eveniment important în istoria chimie organice.

Multe dintre reacțiile organice care începeau să fie descoperite în trecut erau adesea bazate pe noroc sau pe observații neașteptate. Totuși, în cea de-a doua jumătate a secolului al XIX-lea începeau să apară studii sistematice asupra compușilor organici. Un exemplu demonstrativ este dezvoltarea procesului de sinteză a indigoului. Producția acestui colorant din surse vegetale a scăzut de la 19.000 de tone în 1897 la 1.000 tone în 1914 datorită dezvoltării de metode sintetice de către Adolf von Baeyer. În 2002, au fost obținute 17.000 de tone de indigo sintetic din produse petrochimice.
Ulterior, au început să se dezvolte metode de sinteză ale unor compuși organici mai complecși. Sintezele totale a unor compuși identificați în natură au început să se dezvolte și să crească în complexitate până la glucoză și terpineol. De exemplu, derivații colesterolului au deschis noi direcții de a sintetiza hormoni umani complecși, iar de la începutul secolului al XX-lea s-au putut sintetiza compuși cu o complexitate mare, precum acidul lisergic și vitamina B12.

## Caracteristici

### Separare și purificare
Deoarece compușii organici există de obicei sub formă de amestec, există o varietate de tehnici care au fost dezvoltate din necesitatea de a purifica și separa substanțele, o metodă importantă fiind cromatografia. Printre metodele tradiționale se numără distilarea, cristalizarea și extracția (cu solvent). Printre metodele moderne de analiză folosite în chimia organică se numără:
- Spectroscopia prin rezonanță magnetică nucleară (RMN)
- Analiza elementală, calitativă și cantitativă, pentru determinarea compoziției în elemente a moleculei
- Spectrometria de masă, pentru determinarea masei molare
- Cristalografia, pentru determinarea geometriei moleculare

### Nomenclatură
Numele compușilor organici pot fi sistematice, nomenclatura fiind recomandată de IUPAC, sau pot fi folosite în schimb denumiri compuse, nesistematice, tradiționale. Nomenclatura nesistematică nu indică și structura unui compus, deși de cele mai multe ori este mai simplă și mai puțin ambiguă. Pentru moleculele complexe, se folosesc denumirile comune, fiind mai simple. De exemplu, numele sistematic pentru dietilamida acidului lisergic (sau LSD) este (6aR,9R)-N,N-dietil-7-metil-4,6,6a,7,8,9-hexahidroindolo-[4,3-fg] chinolin-9-carboxamidă.

Diferite metode sunt folosite pentru a denumi un compus organic. De asemenea, pentru un compus se pot scrie mai multe tipuri de formule.

## Clasificare
Chimia organică poate fi definită și ca chimia hidrocarburilor și a derivaților acestora. Astfel, după natura atomilor care compun molecula unui compus organic, există două mari categorii: hidrocarburi și derivați funcționali. Cei din urmă conțin pe lângă hidrogen și carbon un atom sau un grup de atomi care conferă moleculelor proprietăți fizice și chimice specifice, și se numește grupă funcțională sau funcțiune. De asemenea, există și categorii speciale, precum compușii heterociclici.

### Hidrocarburi

#### Compuși alifatici
- Hidrocarburi saturate

- Alcani
- Izoalcani
- Cicloalcani

- Hidrocarburi nesaturate

- Alchene
- Alchine
- Alcadiene

#### Compuși aromatici
Hidrocarburile aromatice sunt molecule cu catenă închisă ce conțin legături duble conjugate. Cea mai cunoscută categorie de hidrocarburi aromatice sunt arenele, dar mai există și alte exemple, precum unele anulene.

### Derivați funcționali
- Compuși halogenați

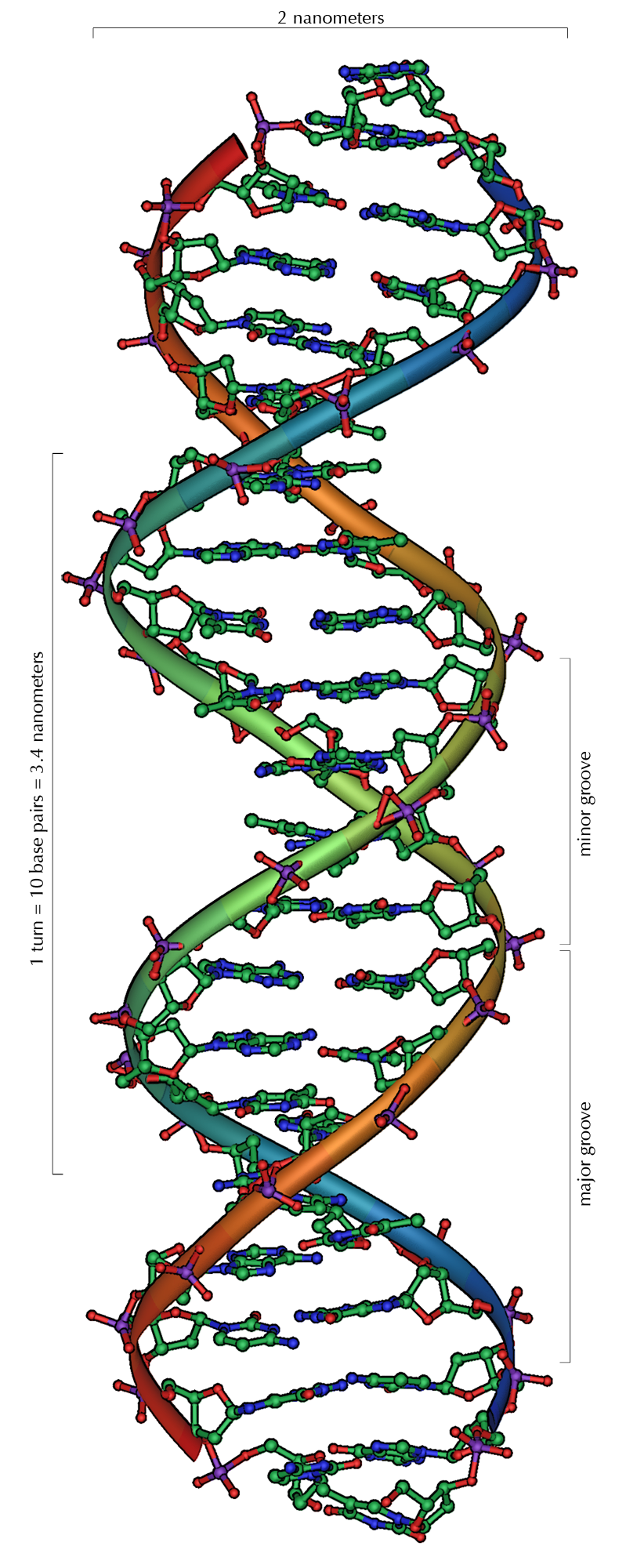
ADN-ul (acidul dezoxiribonucleic) este un compus organic complex, întâlnit în toate ființele vii.

- Compuși hidroxilici: alcooli și fenoli
- Amide
- Compuși carbonilici: aldehide și cetone
- Acizi carboxilici

### Biomolecule
Biochimia este știința care ajută la studiul biomoleculelor, acestea fiind compuși organici care stau la baza funcționării organismelor vii. Majoritatea biomoleculelor au molecule mari, cu catene lungi, și pot fi polimeri (cum sunt peptidele și proteinele, ADN-ul, ARN-ul și polizaharidele). Exemple de biomolecule larg răspândite sunt amidonul (la animale și plante) și celuloza (la plante).
- Grăsimi
- Proteine
- Zaharide
- Vitamine